# DR's julekalendere
Det følgende er en liste over alle julekalendere der har været på DR i tidernes løb.
- 1962: DR1 – Historier fra hele verden
- 1963: DR1 – Nisserne Tim og Tam
- 1964: DR1 – Bonus og Minus
- 1965: DR1 – Juleteatret
- 1966: DR1 – Børnenes Julekalender
- 1967: DR1 – Kender du Decembervej?
- 1968: DR1 – Besøg på Decembervej
- 1969: DR1 – De to i ledvogterhuset
- 1970: DR1 – Hvad en møller kan komme ud for
- 1971: DR1 – Hos Ingrid og Lillebror
- 1972: DR1 – Noget om nisser
- 1973: DR1 – Vinterbyøster
- 1974: DR1 – Jullerup Færgeby
- 1975: DR1 – Vumserne og juleforberedelserne
- 1976: DR1 – Vinterbyøster (Genudsendelse)
- 1977: DR1 – Kikkebakkeboligby
- 1978: DR1 – Fru Pigalopp og juleposten
- 1979: DR1 – Jul i Gammelby
- 1980: DR1 – Jul og grønne skove
- 1981: DR1 – Torvet
- 1982: DR1 – Avisen
- 1982: DR1 – Jullerup Færgeby (Genudsendelse)
- 1983: DR1 – Jul i Gammelby (Genudsendelse)
- 1984: DR1 – Nissebanden
- 1985: DR1 – Eldorado for dyr
- 1985: DR1 – Kikkebakkeboligby (Genudsendelse)
- 1986: DR1 – Jul på Slottet
- 1987: DR1 – Torvet (Genudsendelse)
- 1987: DR1 – Kalenderkavalkade
- 1988: DR1 – Cirkus Julius
- 1989: DR1 – Nissebanden i Grønland
- 1990: DR1 – Avisen (Genudsendelse)
- 1990: DR1 – Jullerup Færgeby (Genudsendelse)
- 1991: DR1 – Jul på Slottet (Genudsendelse)
- 1992: DR1 – Nissebanden (Genudsendelse)
- 1993: DR1 – Nissebanden i Grønland (Genudsendelse)
- 1994: DR1 – Jul i Gammelby (Genudsendelse)
- 1995: DR1 – Hallo, det er Jul!
- 1996: DR1 – Bamses Julerejse
- 1997: DR1 – Avisen (Genudsendelse)
- 1997: DR1 – Jullerup Færgeby (Genudsendelse)
- 1997: DR1 – Den hemmelige tunnel
- 1998: DR1 – Jul på Slottet (Genudsendelse)
- 1999: DR1 – Bamses Julerejse (Genudsendelse)
- 2000: DR1 – Jul på Kronborg
- 2001: DR1 – Nissebanden (Genudsendelse)
- 2001: DR2 – Jul i Hjemmeværnet
- 2002: DR1 – Nissebanden i Grønland (Genudsendelse)
- 2003: DR1 – Nissernes Ø
- 2003: DR2 – Jul på Vesterbro
- 2004: DR1 – Jul på Kronborg (Genudsendelse)
- 2004: DR2 – Jul i den gamle kolbøttefrabrik
- 2005: DR1 – Bamses Julerejse (Genudsendelse)
- 2006: DR1 – Absalons hemmelighed
- 2006: DR1 – Julefandango med Sebastian og Chapper
- 2006: DR2 – Jul i verdensrummet
- 2007: DR1 – Jul i Svinget
- 2007: DR2 – Yallahrup Færgeby
- 2008: DR1 – Nissernes Ø (Genudsendelse)
- 2008: DR1 – Julefandango med Sigurd Barret
- 2009: DR1 – Pagten
- 2009: DR1 – Julefandango med Sebastian og Chapper (Genudsendelse)
- 2009: DR2 – Jul på Vesterbro (Genudsendelse)
- 2009: DR Ramasjang – Shane viser Jul i Gammelby
- 2010: DR1 – Absalons Hemmelighed (Genudsendelse)
- 2010: DR1 – Sebastians Jul
- 2010: DR2 – Steno og Stilling
- 2010: DR2 – Bertelsen på Caminoen
- 2010: DR Ramasjang – Jul i Svinget (Genudsendelse)
- 2011: DR1 – Nissebanden i Grønland (Genudsendelse)
- 2011: DR2 – Hjælp, det er jul
- 2011: DR Ramasjang – Hotel Krølle på Halen
- 2012: DR1 – Julestjerner
- 2012: DR2 – Jul i Kommunen
- 2012: DR Ramasjang – Bamses Julerejse (Genudsendelse)
- 2013: DR1 – Pagten (Genudsendelse)
- 2013: DR2 – Jul på Vesterbro (Genudsendelse)
- 2013: DR Ramasjang – Shane viser Jul på Slottet
- 2013: DR Ultra – JULTRA:  Store nørdernes julekalender
- 2014: DR1 – Tidsrejsen
- 2014: DR2 – Yallahrup Færgeby (Genudsendelse)
- 2014: DR3 – Fuckr med dn jul
- 2014: DR Ramasjang – Jullerup Færgeby (Genudsendelse)
- 2014: DR Ramasjang – Sebastians jul
- 2014: DR Ultra – JULTRA:  Sofie og Bubbers jul
- 2015: DR1 – Absalons hemmelighed (Genudsendelse)
- 2015: DR Ramasjang – Nissebanden (Genudsendelse)
- 2015: DR Ultra – JULTRA:  Bubbers juleshow
- 2015: DR Ultra – Piratskatten
- 2016: DR1 – Den Anden Verden (julekalender)
- 2016: DR Ramasjang – Nissebanden i Grønland (Genudsendelse)
- 2016: DR Ultra – Hotel Krølle på Halen (Genudsendelse)
- 2016: DR Ultra – JULTRA:  Bubbers juleshow (Genudsendelse)
- 2017: DR1 – Snefald
- 2017: DR Ramasjang – Ramajetternes jul
- 2017: DR Ramasjang – Nissernes Ø (Genudsendelse)
- 2017: DR Ultra – Klassens jul
- 2018: DR1 – Theo & Den Magiske Talisman
- 2018: DR Ramasjang – Selmas saga (SVT1s julekalender fra 2016)
- 2018: DR Ramasjang – Ramajetternes jul (Genudsendelse)
- 2018: DR Ultra – Klassens perfekte jul
- 2019: DR1 – Julestjerner (Genudsendelse)
- 2019: DR Ramasjang – Storm på Stillevænget
- 2019: DR Ultra – Jagten på Tidskrystallen
- 2020: DR1 – Julefeber
- 2021: DR1 -  Tidsrejsen (Genudsendelse)
- 2021: DR Ramasjang - Nissebanden i Grønland (Genudsendelse)
- 2022: DR1 "Julehjertes hemmelighed"
- 2023: DR1 "Det magiske tivoliteater"